# Бухаловский, Игорь Николаевич
Игорь Николаевич Бухаловский (22 сентября 1922, Петропавловск, Казахская ССР — 23 июля 2006, Санкт-Петербург) — советский военный врач, полковник медицинской службы, доктор медицинских наук (1964), профессор (1968). Главный терапевт Ленинграда (1976—1990).

## Биография
Родился в Петропавловске 22 сентября 1922 года.
В 1940—1945 годах учился в Военно-морской медицинской академии. В 1945—1949 годах служил на крейсере «Красный Крым».
В 1949 году поступил в адъюнктуру на факультет терапии ВМА и в 1951 году защитил диссертацию «Электрокардиографические изменения в стандартных и грудных отведениях под влиянием кислородного голодания и физической нагрузки как метод функционального исследования сердца». В период с 1951 по 1957 год был преподавателем, затем — старшим преподавателем ВМА. Принимал участие в ядерных испытаниях в Тоцке и на Новой Земле.
В 1957—1965 годах — главный терапевт Северной группы войск в Польше.
В 1965—1968 годах — старший преподаватель 2-й кафедры терапии усовершенствования врачей ВМА.
С 1968 года — первый начальник кафедры терапии ЦИУВ (Москва), заместительглавного терапевта Московского военного округа.
С 1975 по 1990 год — зав. кафедрой терапии № 3 (ныне терапии и клинической фармакологии) Ленинградского ГИДУВ; одновременно, главный терапевт г. Ленинграда в 1976—1984 гг.
Один из организаторов Комитета ветеранов подразделений особого риска Российской Федерации. Профессор Академии МАНЭБ.
Умер 23 июля 2006 года в Санкт-Петербурге. Похоронен на Новодевичьем кладбище.

## Научная дейтельность
Автор многих научных работ (кардиология, пульмонология, функциональная диагностика, терапевтическая помощь в госпиталях).
Автор 5 монографий и более чем 150 научных работ. Был избран действительным членом пяти академий, в том числе Украины и Белоруссии.
Один из редакторов Большой медицинской энциклопедии.

## Награды и признание
Награждён орденом Красной Звезды (30 декабря 1956), орденом Отечественной войны 1-й степени и орденом Мужества.
Награждён 25 медалями, в том числе медалью Рериха за заслуги в области экологии (МАНЭБ), медалью «За боевые заслуги» (15 ноября 1950), «За победу над Германией» и «За оборону Ленинграда».